# Troelstralaan (Amsterdam)

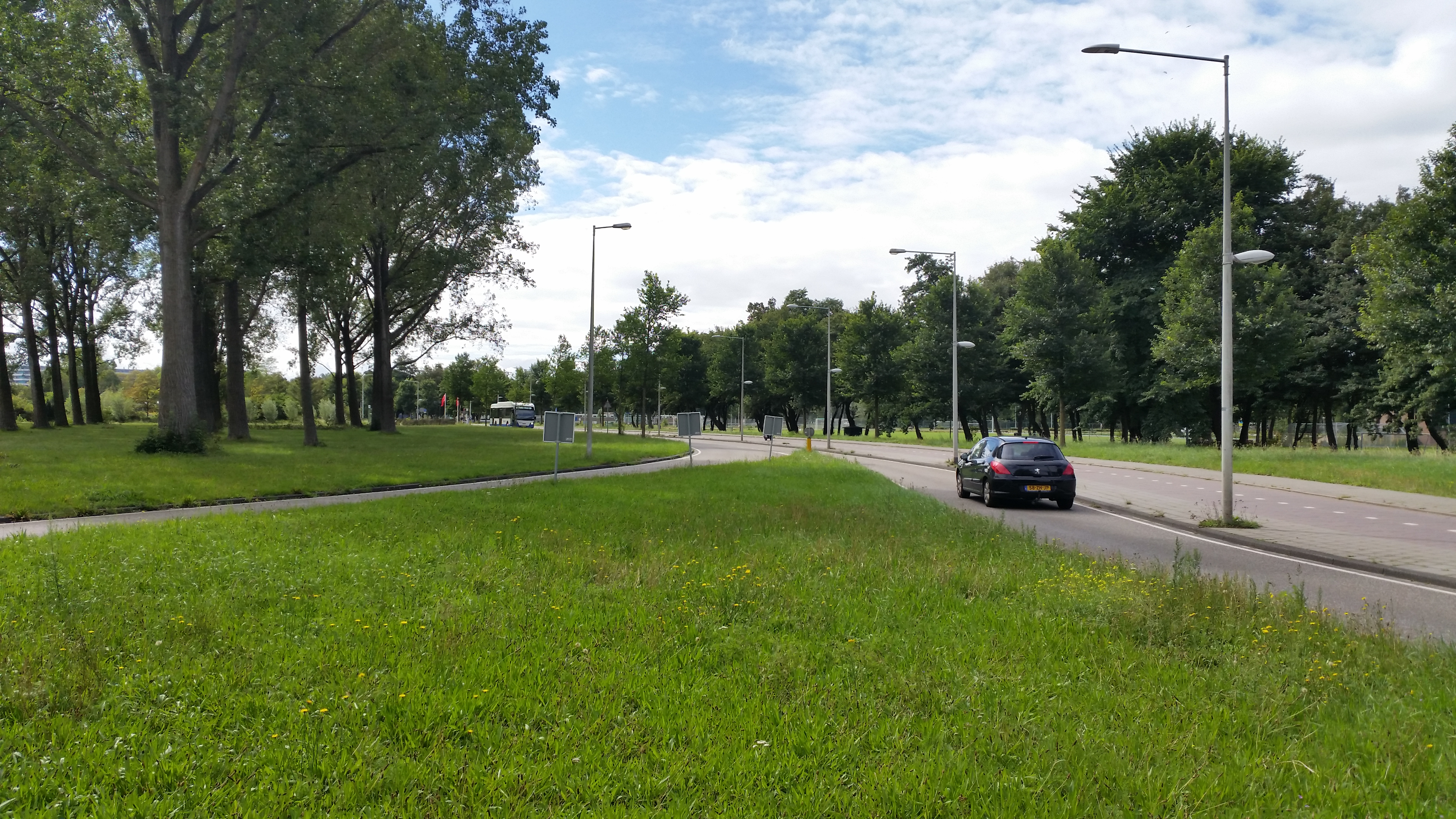
Zuidelijk deel van de Troelstralaan bij samenvoeging rijstroken (augustus 2020)

De Troelstralaan is een straat in Amsterdam Nieuw-West.

## Geschiedenis en ligging
Het is een belangrijke doorgaande route die de wijken Geuzenveld en Osdorp met elkaar verbindt. De straat is vernoemd naar de politicus Pieter Jelles Troelstra en de naam werd per raadsbesluit bepaald op 11 december 1953.
In 1958 werd een tijdelijke smalle en slecht bestrate weg opengesteld voor het verkeer die liep van de Savornin Lohmanstraat in Geuzenveld naar de Ookmeerweg in Osdorp. Begin jaren zestig werd de weg veranderd met gescheiden tweebaans rijbanen en een brede middenberm met bosschages. Ook kwamen er afzonderlijke fiets- en voetpaden. In 1961 werd het sportpark Ookmeer geopend. De straat kruist verder de Jacob Tilstraat, Willinklaan en Dokter Meurerlaan (oostzijde) en Van Karnebeekstraat, Abe Lenstralaan en Herman Bonpad (westzijde).
Oorspronkelijk was de weg gepland als onderdeel van een grotendeels ongelijkvloerse stadsautoweg die de verbinding zou vervullen vanaf de Haarlemmerweg via de Abraham Kuyperlaan, Troelstralaan, Geer Ban naar de Haagseweg. Het gedeelte van de Troelstralaan tussen De Savornin Lohmanstraat en het Lambertus Zijlplein dat deels verhoogd op een dijklichaam zou worden aangelegd is nooit gerealiseerd als doorgaande weg. Het dijklichaam werd echter wel aangelegd en begon halverwege maar het viaduct over de Nicolaas Ruychaverstraat echter niet. Het lag er samen met het laaggelegen eerste gedeelte, een aan de natuur teruggegeven "land", tot in de jaren tachtig ongebruikt bij en werd gebruikt door kinderen als speelplaats of in de winter voor sleetje rijden. Halverwege de jaren tachtig werd het dijklichaam afgegraven en de locatie bestemd voor woningbouw. Het realiseren van een doorgaande route was daarmee onmogelijk geworden. Wel verscheen er een woonstraat met de naam Troelstralaan die echter niet rechtstreeks verbonden is met het andere gedeelte waarbij het verkeer eerst door de Bartholt Enthesstraat naar het De Grote Geusplein moet rijden. Voor parkeren en fietsers en voetgangers is er wel een rechtstreekse verbinding. 
In 1992 werd de weg versmald tot een tweebaansweg waarvoor de voormalige rijbaan aan de westzijde gebruikt werd. De andere rijbaan werd buiten gebruik gesteld en een deel daarvan bleef er ongebruikt bij liggen. Alleen het laatste gedeelte tussen sportpark Ookmeer en De Savornin Lohmanstraat bleef nog tweebaans met de brede middenberm waarbij de rechterrijbaan met een S-bocht naar rechts ging. De rest van de middenberm werd in gebruik genomen door een asielzoekerscentrum en een tuincentrum. Er kwamen schooltuinen, een kinderspeelplaats en een brandweerkazerne. Ook kwam er een extra toegang tot het sportpark aan de westzijde 
met een brug en later een dam ter hoogte van de Willinklaan.
Eind jaren nul werd ook de brede Geer Ban deels volgebouwd waardoor ook die verbinding verloren ging. Verkeer zuidwaarts moest uitwijken via de Ookmeerweg naar Meer en Vaart om de rijksweg te bereiken.

## Gebouwen
Huisnummers lopen op van 1 tot en met 425, maar daarin zitten grote leemtes. Na het enkele huisnummer 1 volgt een reeks even huisnummers tussen 2 en 96, maar ook daar ontbreekt een behoorlijk aantal. Er bevindt zich hierbij één winkelpand waarin oorspronkelijk een groentewinkel was gevestigd maar nu een dierenarts. Na 96 is het eerste huisnummer 213 en loopt vervolgens oneven op tot 425. Aan het zuidelijk eind is er geen woningbouw; er liggen de sportvelden met verenigingsgebouwen. Er is geen enkel monument te vinden. In het noorden staan bij De Savornin Lohmanstraat enkele huizenblokken van Cornelis Wegener Sleeswijk; deze hebben adressen aan de Willem van Hembyzestraat. Ten noorden van de Savornin Lohmanstraat staat aan de oostzijde een huizenblok met speciale bedrijfsruimtes met een adres aan de Bartholt Enthesstraat. De achterkant is naar de Troelstralaan gericht en tot halverwege de jaren tachtig uitkijkend op het "land".
Tot ca. 2008 stonden aan de andere kant een drietal portiekflats en de zijgevel van nog drie portiekflats ontworpen door Willem van Tijen die echter een adres hadden aan het Anderiesenhof, Jasper Warnerhof en Dudok de Withof. Daarna verscheen er nieuwbouw die wel een adres kreeg aan de Troelstralaan. De zes Van Tijenflats ten noorden van de Savornin Lohmanstraat aan de westzijde van de Troelstralaan stonden er nog tot begin 2022 maar toen begon de sloop die in augustus werd voltooid. Deze flats hadden een adres aan de Nolensstraat. Ook hier kwam nieuwbouw.

## Kunst
In 1963 werd het opvallende kunstwerk de Poort van Constant van Constant Nieuwenhuys bij de entree Sportpark Ookmeer geplaatst. In 1977 volgde de Paddenstoel/Paddestoel van Kees Otten. Jan Verschoor kwam in 1979 met zijn Kruisteken. In 2008 vestigde de NKBV zich aan de Troelstralaan en liet de Klimmuur Dokter Meurerlaan plaatsen. 

## Openbaar vervoer
In 1958 verscheen bus 23 en gaf zo de eerste bewoners van Osdorp met een overstap op bus 21 een doorverbinding. In 1960 werd de lijn vervangen door bus 19 die er tot 3 januari 2021 als bus 69 reed, bus 61 rijdt sinds 2012 door de straat.

## Afbeeldingen

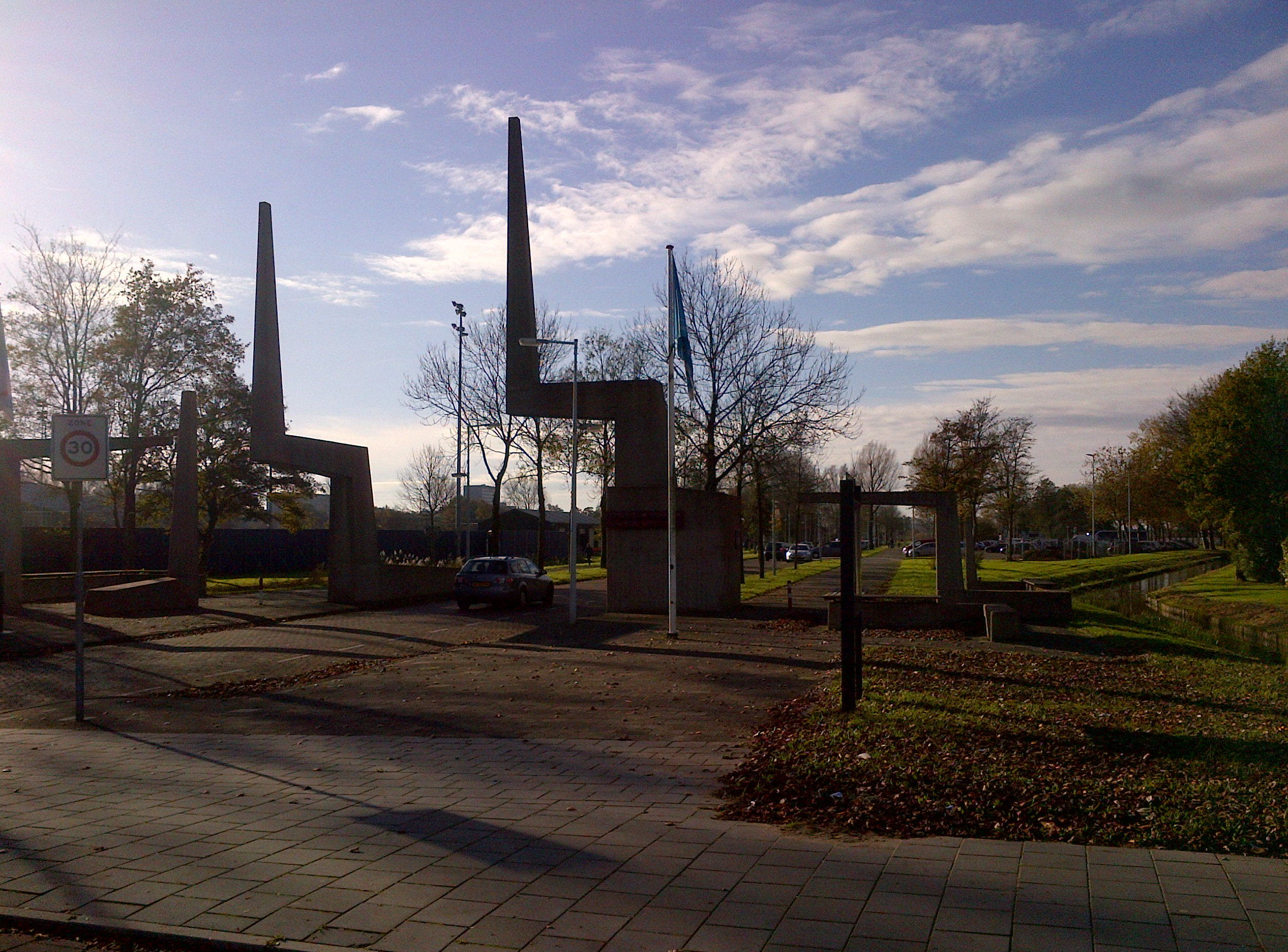
De ingang van het sportpark Ookmeer met de Poort van Constant (2014)
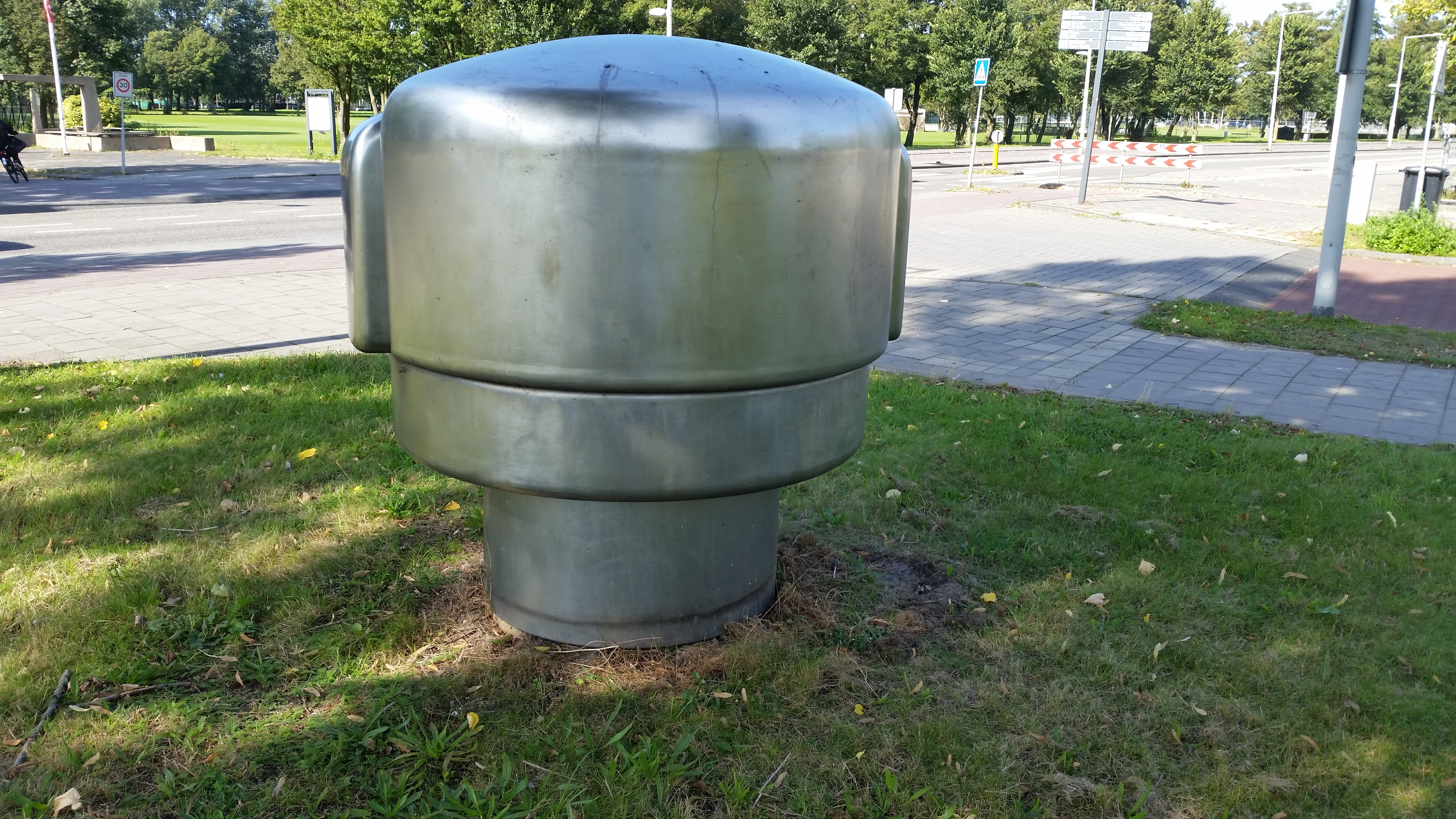
Paddenstoel van Kees Otten (2019)
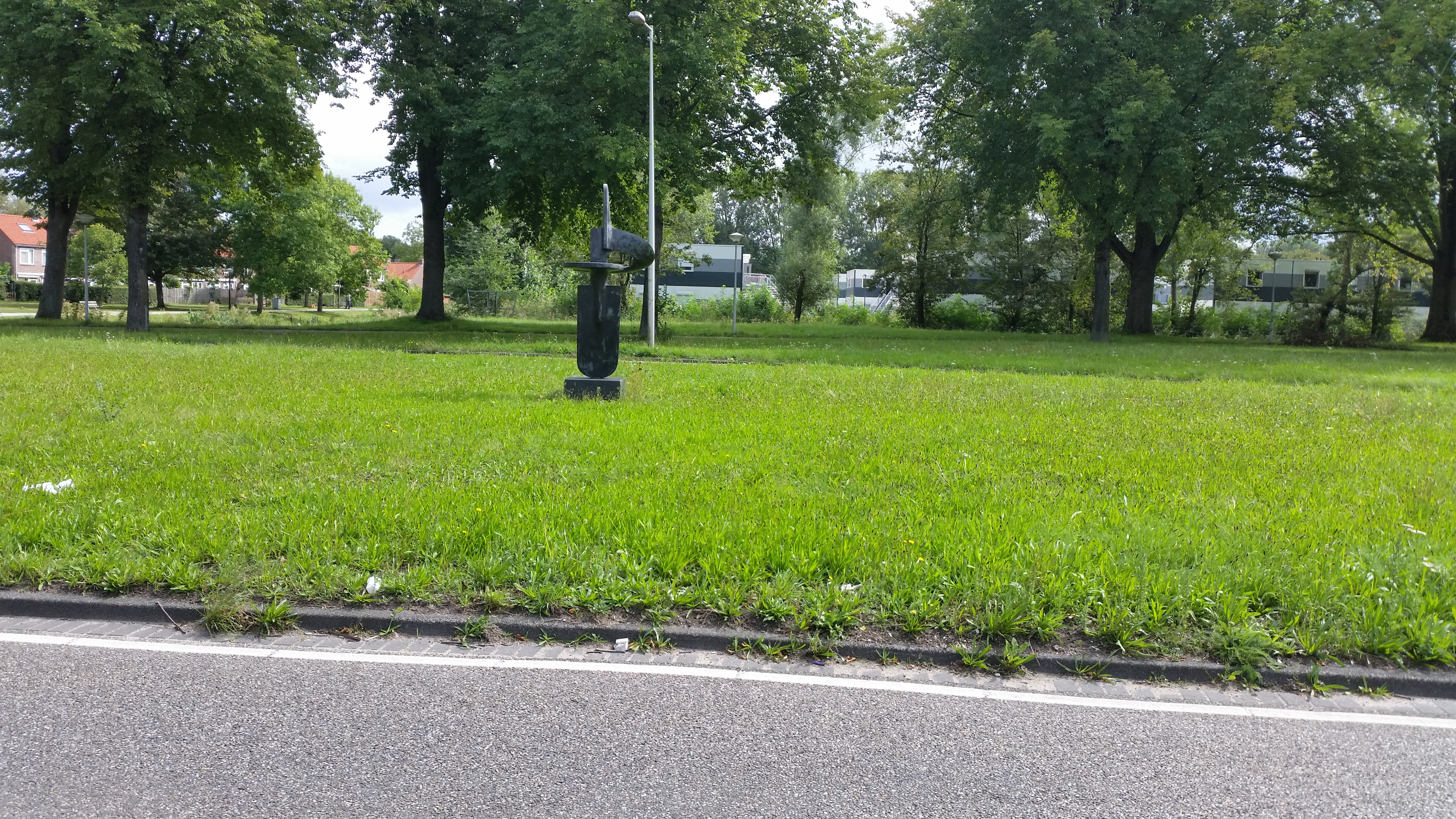
Kruisteken van Jan Verschoor (2020)
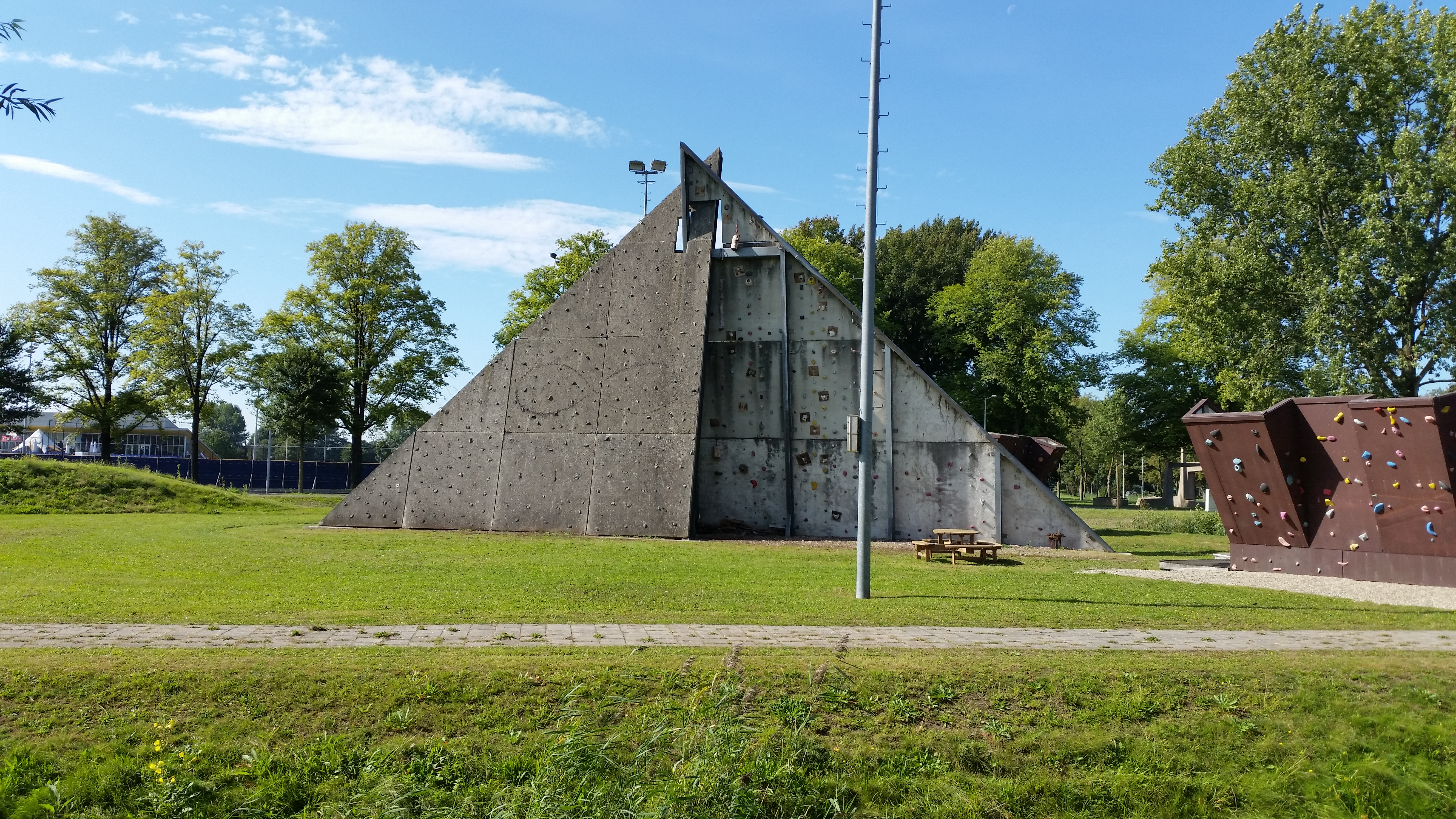
Klimmuur (2019)